# Gagea rubinae
Gagea rubinae är en liljeväxtart som beskrevs av Syed Irtifaq Ali. Gagea rubinae ingår i Vårlökssläktet och i familjen liljeväxter.
Artens utbredningsområde är Pakistan. Inga underarter finns listade.